# Georg C. Klaren
Georg C. Klaren (1900-1962) fou un guionista i director de cinema austríac. Va treballar en una sèrie de guions amb Herbert Juttke durant l'època del cinema mut i principis del sonor, inclosa la pel·lícula Mary (1931) d'Alfred Hitchcock. Després de la Segona Guerra Mundial, es va convertir en el principal dramaturg dels estudi estatals DEFA a l'Alemanya de l'Est.
De molt jove va escriure el llibret per a Der Zwerg d'Alexander von Zemlinsky.